# Fritz K. Ringer
Fritz K. Ringer (* 1934 in Ludwigshafen am Rhein; † 3. Februar 2006 in Washington, D.C.) war ein US-amerikanischer Historiker deutscher Herkunft.

## Leben
Ringer kam 1947 mit seiner Familie in die Vereinigten Staaten. Am Amherst College machte er 1956 seinen ersten akademischen Abschluss. 1961 erwarb er in Harvard den Grad eines PhD. Ringer lehrte Europäische Geistesgeschichte (European Intellectual History) an der Harvard-University (1960–62), an der Indiana University (1966–69) und der Boston University (1970–84) und dann bis zu seiner Emeritierung im Jahre 2001 als Mellon-Professor für Geschichte an der University of Pittsburgh. 2001/2002 war er Fellow am Wissenschaftskolleg zu Berlin und von 2002 bis zu seinem Tod Honorarprofessor an der Georgetown University, Washington DC.

## Leistungen
Fritz K. Ringers Forschungsschwerpunkt war zunächst die Geschichte der deutschen Hochschulen im ausgehenden 19. und im ersten Drittel des 20. Jahrhunderts. In seinem bekanntesten Werk The Decline of the German Mandarins: The German Academic Community 1890–1933 (1969) vertrat er die These, dass im Sinne des „Deutschen Sonderwegs“ das elitäre, idealistisch orientierte Mandarinentum der deutschen Hochschullehrer den Weg bereitet habe für die Entwicklung in den Nationalsozialismus. Später untersuchte er für den gleichen Zeitraum unter vergleichender Perspektive die Hochschulbildung in Deutschland, Großbritannien und Frankreich. In den neunziger Jahren beschäftigte Ringer sich zunehmend mit Leben und Werk des deutschen Soziologen Max Weber. Er erhielt im Lauf seiner Tätigkeit als Hochschullehrer sieben renommierte Forschungsstipendien, unter anderem vom National Endowment for the Humanities, der National Science Foundation, dem National Humanities Center, der Guggenheim Foundation und dem Wissenschaftskolleg zu Berlin.

## Wichtige Werke
- The decline of the German mandarins. The German academic community 1890–1933. Harvard University Press, Cambridge/Mass. 1969. Dt. Die Gelehrten. Der Niedergang der deutschen Mandarine 1890–1933. Klett-Cotta, Stuttgart 1983. ISBN 3-12-912030-0
- Education and society in Modern Europe. Indiana University Press, Bloomington 1979. ISBN 0-253-31929-3
- Fields of knowledge: French academic culture in comparative perspective 1890–1920. Cambridge University Press, Cambridge 1992. ISBN 2-7351-0419-2 (dt. Felder des Wissens: Bildung, Wissenschaft und sozialer Aufstieg in Frankreich und Deutschland um 1900. Bibliothek für Bildungsforschung Bd. 23. Beltz, Weinheim-Basel-Berlin 2003. ISBN 3-407-32049-3)
- Max Weber’s methodology: the unification of the cultural and social sciences. Harvard University Press, Cambridge/Mass. 1997. ISBN 0-674-55657-7
- Trouble in Academe: A Memoir. toExcel, San José 1999. ISBN 1-58348-205-9
- Max Weber: an intellectual biography. University of Chicago Press, Chicago/Ill. 2004. ISBN 0-226-72005-5